# 16624 Hoshizawa
16624 Hoshizawa este un asteroid din centura principală de asteroizi.

## Descriere
16624 Hoshizawa este un asteroid din centura principală de asteroizi. A fost descoperit pe 16 aprilie 1993 la Kitami de Kin Endate și Kazuro Watanabe. Asteroidul prezintă o orbită caracterizată de o semiaxă mare de 2,41 ua, o excentricitate de 0,04 și o înclinație de 3,1° în raport cu ecliptica.